# Xã Lincoln, Quận Calhoun, Iowa
Xã Lincoln (tiếng Anh: Lincoln Township) là một xã thuộc quận Calhoun, tiểu bang Iowa, Hoa Kỳ. Năm 2010, dân số của xã này là 1.915 người.